# Skreppshög

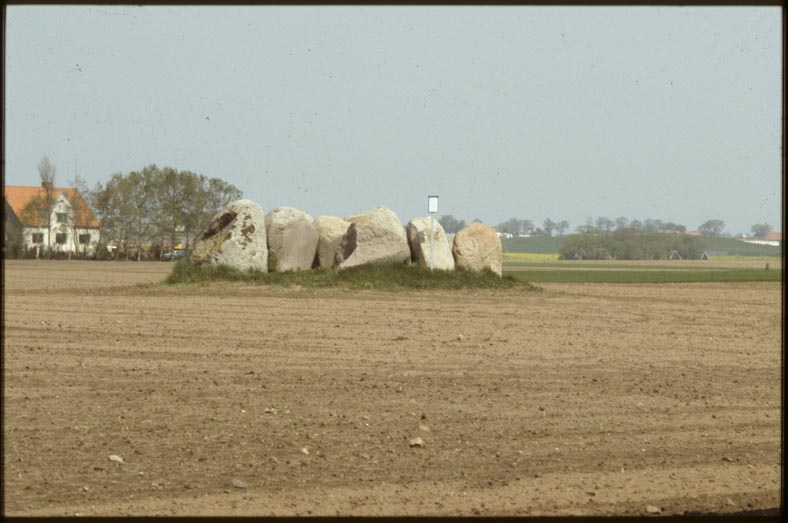
Der Skreppshög von Ingelstorp

Der 1969 von Märta Strömberg restaurierte Skreppshög ist ein Ganggrab nördlich des Österlenvägen, westlich von Ingelstorp, östlich von Ystad in Schonen in Schweden.
Der erhaltene Hügel hat etwa 6,0 m Durchmesser und ist 1,0 bis 1,5 m hoch. Die ovale Kammer misst 2,7 auf 3,0 m und besteht aus sechs 1,0 bis 1,6 m hohen 1,1 bis 1,4 m breiten und 0,55 bis 1,4 m dicken Tragsteinen. Etwa 0,6 m östlich des Ganggrabes befindet sich ein 2,2 × 1,4 m messender und 0,9 m dicker, wahrscheinlicher Deckstein. Der Gang liegt im Südosten und hat zwei erhaltene Tragsteine, einen auf jeder Seite. Sie sind 0,95 bis 1,15 m hoch 1,0 bis 1,05 m breit und 0,6 bis 0,65 m dick.
Bei der Restaurierung wurde festgestellt, dass der Gang einen 0,8 m langen, 0,2 m breiten und 0,3 m hohen Schwellenstein aus Quarzit aufwies und die Kammer unter Verwendung von 0,3 m langen, 0,35 m hohen und 0,05 m dicken Steinplatten in Segmente unterteilt war. Die Tragsteine waren mit Steinpackungen stabilisiert. Zwischen den Steinen war ein Zwischenmauerwerk (schwedisch tätning – deutsch „Dichtung “) aus unterschiedlichem Material eingebracht worden. Die Funde bestanden aus Abschlägen, Bernsteinperlen, Feuerstein Feuersteinfragmenten, Keramik und Skelettresten.
In der Nähe befinden sich ein Schalenstein und mehrere Grabhügel.